# Freddie Veseli
Frédéric Shtjefan Veseli (ur. 20 listopada 1992 w Renens) – albański piłkarz szwajcarskiego pochodzenia występujący na pozycji obrońcy we włoskim klubie Benevento oraz w reprezentacji Albanii. Wychowanek Manchesteru City, w swojej karierze grał także w takich zespołach jak Manchester United, Ipswich Town, Bury, Port Vale, FC Lugano, Le Mans oraz Salernitanie oraz. Były młodzieżowy reprezentant Szwajcarii. W 2009 roku wraz z kadrą do lat 17 zajął pierwsze miejsce na młodzieżowych Mistrzostwach Świata.

## Sukcesy

### Szwajcaria
- Mistrzostwo Świata do lat 17: 2009